# Rubus setosus
Rubus setosus або Rubus × setosus — вид квіткових рослин із родини трояндових (Rosaceae).

## Біоморфологічна характеристика
Це кущ 2–10(15) метрів заввишки, озброєний. Стебла дворічні, від прямовисних до дугоподібних, рідко повзучі (йдуть від дерев'янистого кореневища), від рідко до густо волосисті, залозисті; колючки відсутні чи розсіяні чи помірно щільні, слабкі, тонкі, 1–3(5) мм, з вузькою основою. Стебла вкриті лише листям у перший рік, утворюють квітучі гілки на другий рік, а потім відмирають після плодоношення. Листки опадні, трійчасті чи пальмово складні; листочків (3)5, кінцеві від зворотно-яйцюватих чи еліптичних до ромбічних, 4.5–11.5 × 2–7 см, основа від клиноподібної до вузько заокругленої, не лопатева, краї від помірно грубо пилчастих до подвійно зубчастих чи зубчастих, верхівка від гострої чи загостреної до коротко ослабленої, нижні поверхні неозброєні чи зі щетинками на середній жилці, від розсіяно до помірно волосисті, не залозисті чи від розсіяно до помірно залозисті вздовж більших жилок. Суцвіття кінцеві, 5–15(20)-квіткові. Квітки двостатеві; пелюстки білі, від зворотно-яйцюватих до зворотно-ланцетних, 6–13 мм. Плоди (багатокістянки) чорні, кулясті, 0.7–1.5 см; кістяночок 5–25. 2n = 14, 21, 28, 35. Період цвітіння: червень — липень (серпень).

## Ареал
Зростає у північно-східній частині США (Коннектикут, Іллінойс, Індіана, Массачусетс, Меріленд, Мен, Мічиган, Міннесота, Нью-Гемпшир, Нью-Джерсі, Нью-Йорк, Огайо, Пенсильванія, Род-Айленд, Вермонт, Вісконсин, Західна Вірджинія) і східній частині Канади (Нью-Брансвік, Ньюфаундленд, Нова Шотландія, Онтаріо, Острів Принца Едуарда, Квебек).
Населяє відкриті ліси, савани, прерії, луки, порушені ділянки, сухий або вологий ґрунт; на висотах 0–1000 метрів.

## Використання
Плоди вживаються сирими чи приготованими. Медичні чи інші застосування невідомі.